# Mieczysław Hara
Mieczysław Władysław Hara (ur. 12 października 1923 w Wólce Gieraszowskiej, zm. 10 grudnia 1989) – polski działacz sportowy i dyplomata.

## Życiorys
Mieczysław Hara pochodził z rodziny chłopskiej. W czasie II wojny światowej był członkiem Związku Harcerstwa Polskiego. W 1942 wstąpił do oddziału specjalnego Batalionów Chłopskich, a w 1944 do Związku Młodzieży Wiejskiej Rzeczypospolitej Polskiej „Wici”.
W 1948 zdał maturę w gimnazjum ogólnokształcącym w Sandomierzu. Do 1952 studiował na Wydziale Ekonomii Przemysłu Maszynowego Wyższej Szkole Ekonomicznej w Krakowie. W 1952 został wiceprezesem Rady Naczelnej Zrzeszenia Studentów Polskich, a następnie prezesem Zarządu Głównego Akademickiego Związku Sportowego. W 1954 objął stanowisko naczelnika samodzielnego Wydziału Łączności Międzynarodowej w Głównym Komitecie Kultury Fizycznej i Turystyki. Był tam zatrudniony do 1968, kiedy to przeszedł do Ministerstwa Spraw Zagranicznych. Do 1970 był naczelnikiem Wydziału Propagandy. Następnie mianowano go Konsulem Generalnym w Londynie. Funkcję pełnił do 1975. W 1971/1972 powiadomił 76 polskich oficerów o anulowaniu decyzji pozbawiającej ich obywatelstwa. Od 1976 do 1981 pełnił funkcję prezesa Polskiego Związku Towarzystw Wioślarskich. Podczas jego prezesury polscy wioślarze zdobyli dwa medale na igrzyskach olimpijskich w Moskwie w 1980. Jednocześnie pracował w MSZ. W latach 1981–1984 był Konsulem Generalnym w Malmö. W 1987 przeszedł na emeryturę.
Mieszkał w Warszawie przy ul. Wilczej 62. Został pochowany na Cmentarzu Powązkowskim w Warszawie.

## Ordery i odznaczenia
- Medal 10-lecia Polski Ludowej (1955)[4]
- Złota odznaka „Zasłużony Działacz Kultury Fizycznej” (1963)[1]
- Srebrny Krzyż Zasługi (1959)[1]
- Złoty Krzyż Zasługi (1970)[1]
- Krzyż Kawalerski Orderu Odrodzenia Polski (1976)[1]
- Brązowy Medal „Za Zasługi dla Obronności Kraju” (1977)[1]
- Medal 40-lecia Polski Ludowej (1984)[1]
- Krzyż Oficerski Orderu Odrodzenia Polski (1985)[1]
- Medal „Opiekun Miejsc Pamięci Narodowej” (1988)[1]
- szwedzki medal Czerwonego Krzyża za działalność na rzecz pomocy Polsce w okresie stanu wojennego[1]